# El asombroso viaje de Pomponio Flato
El asombroso viaje de Pomponio Flato es una novela humorística e histórica escrita por el español Eduardo Mendoza en 2008.

## Argumento
La obra está ambientada en Palestina, en el siglo I de nuestra era. En la misma, se cuentan las peripecias de Pomponio Flato, un  filósofo romano al que el azar sitúa en Nazaret. Una vez allí es contratado por el niño Jesús para que investigue y salve de la pena de muerte a su padre José, condenado por el asesinato de un rico ciudadano, Epulón. De esta forma, Pomponio se relaciona con diversos  personajes que tienen el denominador común de ocultar algún secreto.

## Estilo literario
La novela está escrita según el género narrativo (Pomponio se dirige a un destinatario llamado Fabio al que le cuenta sus peripecias usando la forma verbal de presente histórico) y pertenece, estrictamente hablando, al género policíaco o de novela negra, en un contexto histórico claramente distorsionado por los hechos que se relatan. Por otro lado, cabe destacar el poderoso componente satírico que desprende la obra desde el comienzo hasta el final de la misma. Desde algunas situaciones esperpénticas hasta el vocabulario pedante y extremadamente culto del protagonista, dotan a la novela de un halo de humor constante. Predominan las oraciones compuestas.

## Parodia y crítica
Parte del éxito de El asombroso viaje de Pomponio Flato se debe a la función crítica y paródica del libro en relación con las novelas pseudo históricas de baja calidad literaria tales como El ocho, de Katherine Neville o El código Da Vinci, de Dan Brown. El objetivo de la obra se asemeja pues, y salvando las distancias, al del Quijote, habida cuenta del azote que supuso la novela de Cervantes para las historias de caballería de su época.